# Маргусов уговор
Маргусов уговор је био уговор између Хуна и Римског царства, потписан у Маргусу, у Мезији,  (данашњи Пожаревац, Србија). Потписао га је римски конзул Флавије Плинта 435. године.  Између осталих одредби, уговор је удвостручио годишње данке које су Римљани пристали да плаћају у претходном уговору са 350 фунти злата на 700 фунти злата годишње. Такође је предвиђало да Римљани неће улазити у било какве савезе са непријатељима Хуна и да ће све хунске избеглице вратити у своје границе.
Када су Римљани прекршили уговор 440. године, Бледа и Атила су напали Кастру Констанцију (Сентандреји),  римску тврђаву и пијацу на обали Дунава. 